# エラ・オブ・ソールズベリー
エラ・オブ・ソールズベリー（Ela of Salisbury, 1187年 - 1261年8月24日）は、イングランド貴族。1196年、父である第2代ソールズベリー伯ウィリアム・フィッツパトリックの死に伴い、自ら爵位を継承した。
エラは1196年、リチャード1世とジョン王の異母兄弟であるウィリアム・ロングスピーと結婚し、夫ウィリアムはソールズベリー伯となった。エラはウィリアムの死後2年間、ウィルトシャー長官を務め、その後修道女となり、最終的に1229年に自身が創建したウィルトシャーのラコック修道院の院長となった。

## 生涯
エラは1187年、ウィルトシャーのエイムズベリーで、第2代ソールズベリー伯でウィルトシャー長官であったウィリアム・フィッツパトリックとエレオノール・ド・ヴィトレ（1164年頃 - 1232/3年）の一人娘で相続人として生まれた。1196年、父の後を継ぎ第3代ソールズベリー女伯となった。父の死後すぐに、父方の叔父の一人がエラの爵位と莫大な財産を奪おうと、ノルマンディーの城に幽閉したという逸話がある。伝説によると、エラは最終的にウィリアム・タルボットという騎士に救出された。タルボットはフランスに渡り、ノルマンディーの城々の窓の下でバラードを歌い続け、エラからの返事を待っていたという。
1198年、エラの母エレオノールは4度目の結婚として、ジルベール・ド・マルマンと結婚した。

## 結婚と子女
1196年、エラは父の跡を継いだ1196年に、ヘンリー2世と愛妾イダ・ド・トニーとの間に生まれた庶子ウィリアム・ロングスピーと結婚した。
二人は既に婚約していたが、エラは成人するまでヘンリー2世の保護下に置かれていた。ウィリアムはエラより約13歳年上であった。結婚後、夫ウィリアムは妻の権利により第3代ソールズベリー伯となった。『Chronicon ex Chronicis（年代記）』には、この結婚はウィリアムの異母兄弟であるリチャード1世によって取り決められたとされている。
ウィリアムとエラの間には以下の子女が生まれた。
- ウィリアム2世（1209年頃 - 1250年） - 1226年にイドワーヌ・ド・カンヴィル（リチャード・ド・カンヴィルとユースタシア・バセットの娘）と結婚し。4子をもうけた。ウィリアムは十字軍に参加しマンスーラの戦いで戦死した。息子ウィリアム3世はエラが存命中の1257年に死去し、ウィリアム3世の一人娘マーガレットがエラの相続人となった。
- リチャード - ソールズベリーの律修司祭
- スティーブン（1216年頃 - 1260年） - ガスコーニュ長官兼アイルランド司法長官。1243/4年にウォルター・ド・リデルスフォードとアノーラ・ヴィトレの娘であるエメリン・ド・リデルスフォードと2番目の結婚をし、この女性との間に2人の娘が生まれた。娘エラはサー・ロジャー・ラ・ズーシュと結婚、娘エメリン（1252年 - 1291年）は第3代オファリー領主モーリス・フィッツジェラルドの2番目の妻となった。
- ニコラス（1297年5月28日没） - ソールズベリー司教
- イザベラ（1244年以前没） - 1226年5月16日以降にアニック領主ウィリアム・ド・ヴェシーと結婚
- ペトロニラ - 未婚
- エラ（1298年没） - 第6代ウォリック伯トマス・ド・ボーモンと結婚、フィリップ・バセットと再婚[4]。
- イダ - 最初にダドリー男爵ラルフ・ド・ソメリーとジョン・マーシャルの娘マーガレットの息子ラルフと結婚した[5]。次にベッドフォード男爵ウィリアム・ド・ビーチャムと結婚し、ロジャー・ド・モーブレーの妻モードを含む6子をもうけた[注釈 4]。
- イダ2世（ウィリアムとエラの孫娘とも記されている。注記参照） - ロバート・フィッツウォルターの息子サー・ウォルター・フィッツロバートと結婚し、ウィリアム・ド・オディンセルズの妻エラ・フィッツウォルターを含む子女をもうけた。エラとウィリアムの孫には、ウィリアム・ド・クリントンとジョン・ド・グレイがいる[6]。
- メアリー - 結婚したが子女はいない[7]
- パーネル

## 後年

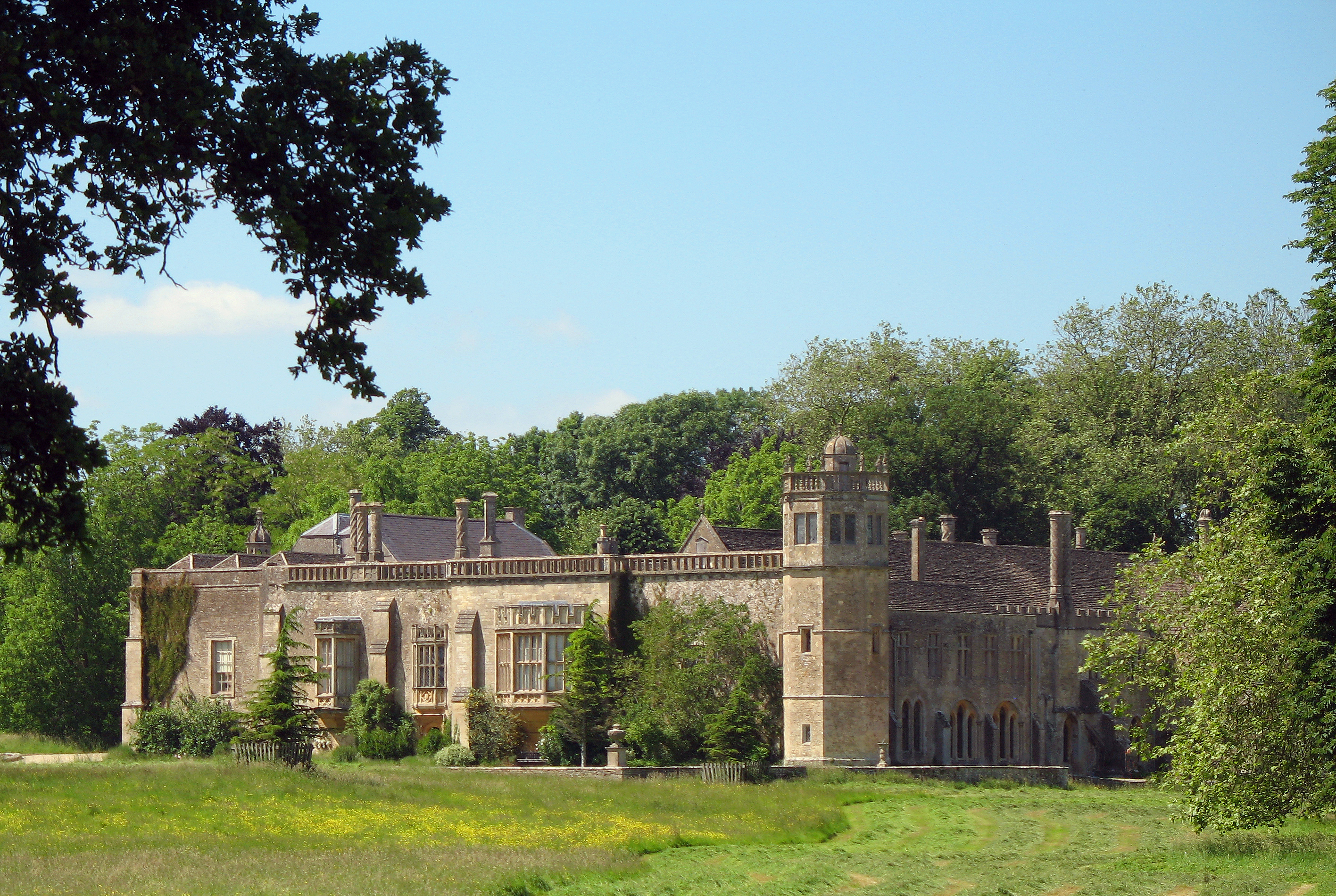
1229年にエラ・オブ・ソールズベリーが創建したラコック修道院

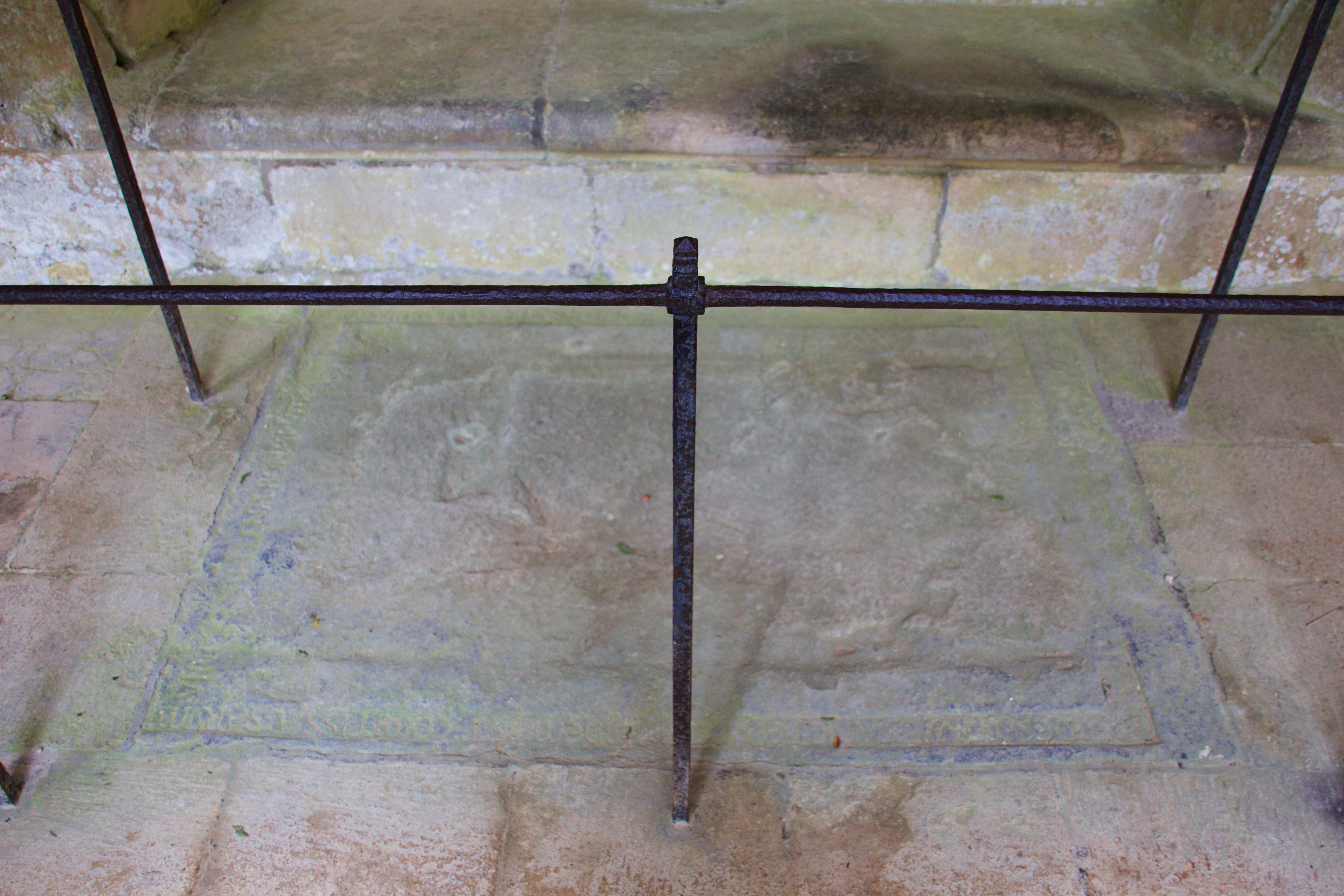
エラ・オブ・ソールズベリーの墓石（ラコック修道院）

1225年、エラの夫ウィリアムはガスコーニュからの帰途ブルターニュ沖で難破にあい、フランスのレ島の修道院で数ヶ月間療養したが、1226年3月7日にイングランド到着からわずか数日後にソールズベリー城で亡くなった。エラはウィルトシャー長官の職を継承し、夫の死後2年間その職に就いた。その後再婚はしなかった。一部の歴史家は、再婚により新しい夫がソールズベリー伯となる可能性があり、その地位を長男に残しておきたかったためであると推測している。
3年後の1229年、エラはアウグスティノ会の女子修道院としてウィルトシャーにラコック修道院を創建した。1238年、エラはウィルトシャー州に対するすべての権利を放棄し、修道女として修道院に入った。1240年にラコック女子修道院長に任命され、1257年までその職を務めた。「ラコックの書」には、エラがサマセットのラコックとヒントン（ヒントン・チャーターハウス）に修道院を創建したことが記録されている。女子修道院長在任中、エラは修道院とラコック村において多くの権利を獲得した。しかし、1243年に年齢と健康上の問題によりその役職を辞した。
エラは1261年8月24日に亡くなり、ラコック修道院に埋葬された。墓石にはラテン語で次のように刻まれている。
ここには、この聖なる家を修道女たちの住まいとして寄贈した、尊敬すべきエラの遺体が埋葬されている。彼女はまた、聖なる女子修道院長として、またソールズベリー伯爵夫人として、多くの善行をなさった人物として、この地に暮らした。
エラは「13世紀半ばの二人の偉大な女性像の一人」と称された。もう一人はリンカーン伯爵夫人マーガレット・ド・クインシーである。